# Bradlec
Bradlec är en ort i Tjeckien.   Den ligger i regionen Mellersta Böhmen, i den centrala delen av landet, 50 km nordost om huvudstaden Prag. Bradlec ligger 304 meter över havet och antalet invånare är 595.
Terrängen runt Bradlec är huvudsakligen platt. Bradlec ligger uppe på en höjd. Runt Bradlec är det tätbefolkat, med 550 invånare per kvadratkilometer. Närmaste större samhälle är Mladá Boleslav, 4,5 km söder om Bradlec. Trakten runt Bradlec består till största delen av jordbruksmark.